# بابیتسه (ناحیه اولومووتس)
بابیتسه (به چکی: Babice) یک منطقهٔ مسکونی در جمهوری چک است که در ناحیه اولومووتس واقع شده‌است.
 بابیتسه ۵٫۹۵ کیلومتر مربع مساحت و ۴۱۵ نفر جمعیت دارد و ۲۴۴ متر بالاتر از سطح دریا واقع شده‌است.